# Ebenezer Chapel (Biddenden)
De Ebenezer Strict Baptist Chapel is een monumentale Strict Baptist kapel in het Engelse dorp Biddenden in Kent. De kapel is gebouwd in 1880. In 1886 wordt een zondagsschool opgericht. Ten behoeve van deze zondagsschool is in 1907 een klaslokaal tegen het kapelletje aan gebouwd. Rond de kapel is een begraafplaats gelegen. Het kerkje is in traditionele Engelse stijl gebouwd in rode baksteen, met acht grote kerkramen. Opvallend is dat de breedte van het gebouw groter is dan de lengte. De kapel heeft een opvallende kansel en circa 140 zitplaatsen. Diensten worden gehouden op zondag en woensdag, de bijeenkomsten op zondag worden gemiddeld door 120 mensen bezocht.
De kerkelijke gemeente die de kapel gebruikt heeft in haar bestaan slechts drie eigen predikanten gehad. Van 1880 tot 1932 werd de gemeente gediend door rev. J. Kemp. Van 1942 tot 1962 was rev. R.V. Pearson predikant en van 1986 tot 2010 werd de gemeente gediend door rev. P. Hopkins. 

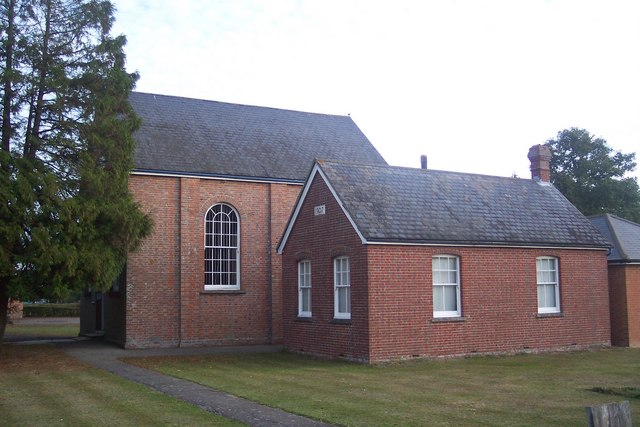
De kapel vanaf de andere zijde

## Trivia
- Een dienst ter ere van het 50-jarige jubileum van de kapel in 1930 trok meer dan 1.000 bezoekers. Het kerkje was hier bij lange na niet op berekend en de dienst werd daarom in de open lucht gehouden.